# 38454 Boroson
38454 Boroson è un asteroide della fascia principale. Scoperto nel 1999, presenta un'orbita caratterizzata da un semiasse maggiore pari a 2,6298403 UA e da un'eccentricità di 0,1944208, inclinata di 13,78620° rispetto all'eclittica.